# Travis Livermon
Travis Livermon (2 april 1988) is een Amerikaans veldrijder, die soms ook wegwedstrijden fietst.

## Overwinningen wegwielrennen
2016
- 3e etappe Grote Prijs van Saguenay

## Veldrijden
| Seizoen   | Wereldbeker | Superprestige | GvA Trofee/bpost bank trofee | WK  | AK  | Overige                   | Totaal aantal zeges |
| --------- | ----------- | ------------- | ---------------------------- | --- | --- | ------------------------- | ------------------- |
| 2014-2015 |             |               |                              |     | 16e | Kingsport Cyclo Cross Cup | 1                   |
| 2015-2016 |             |               |                              | 39e | 8e  |                           | 0                   |

Aitcheson · Dickey · Feehery · Franck · Freter · Gardner · Green · Ilešič · Jenkins · Keough · Livermon · Moors · Murfet · Silverberg · Sitler · Williams